# Aphelandra ameleta
Aphelandra ameleta är en akantusväxtart som beskrevs av Emery Clarence Leonard. Aphelandra ameleta ingår i släktet Aphelandra och familjen akantusväxter. Inga underarter finns listade i Catalogue of Life.